# Partido Independiente (Costa Rica)
El Partido Independiente fue un partido político costarricense socialdemócrata creado por el cofundador de Liberación Nacional Jorge Rossi Chavarría. Participó en las elecciones presidenciales de 1958 contra el conservador Mario Echandi Jiménez (quien ganó) y el liberacionista Francisco Orlich. Mediante este partido llegó por primera vez a la Asamblea Legislativa el famoso diputado Cachimbal.

Bandera utilizada por el Partido Independiente en las elecciones de 1998

Al acercarse las elecciones de 1958, en las filas de Liberación Nacional se fortalecía la candidatura de Francisco José Orlich Bolmarcich, don Chico, pero el presidente José Figueres consideró conveniente que hubiese un segundo candidato y se lo propuso al entonces Ministro de Economía y Hacienda, quien aceptó el reto. A partir de ese momento la tendencia de los Rossistas se fue fortaleciendo y no había una clara diferencia entre los dos precandidatos. La lucha se planteó a nivel de Asambleas de Distrito, Cantonales, Provinciales y Nacional. El 4 de octubre de 1956, en la Asamblea Distrital del centro de Cartago, de donde Rossi era oriundo, perdió la votación pero aparecieron 68 votos cuando solo había 65 asambleístas presentes. Los Rossistas acusaron un fraude y pidieron tiempo para organizarse, también el cambio de sistema de elección y un acuerdo para nombrar al presidente del Comité Ejecutivo del Partido, pero fueron desoídos. En ese momento el presidente Figueres estaba en Europa, pero al volver les propuso a ambas tendencias enfrentarse en una Convención conjunta. Rossi aceptó pero Orlich no.
El 18 de noviembre de 1956 los Rossistas se separaron del Partido Liberación Nacional y fundaron el Partido Independiente. Para las elecciones presidenciales de 1958 se postularon además Francisco José Orlich Bolmarcich por el Partido Liberación Nacional y Mario Echandi Jiménez por el Partido Unión Nacional. Las elecciones fueron ganadas por Mario Echandi Jiménez con 102.851 votos a favor, quien se convirtió en el 35° Presidente de Costa Rica (1958-1962). Jorge Rossi Chavarría obtuvo 23.910 votos y el Partido Liberación Nacional obtuvo 94.788. La derrota electoral de Francisco José Orlich Bolmarcich le fue atribuida a Jorge Rossi Chavarría, pues se estimaba que ambas tendencias juntas habrían derrotado a Echandi. Finalmente, el Partido Independiente logró tres diputados propietarios, Fernando Guzmán Mata, Miguel Ángel Dávila y Florentino Castro Monge; y como suplentes estaban Fernando Volio Jiménez y Juan Guillermo Brenes Castillo Cachimbal. El partido desapareció en 1961. Otras organizaciones haciendo uso del nombre Partido Independiente postularon candidatos en posteriores elecciones presidenciales cosechando escaso apoyo electoral.

## Elecciones legislativas
|  | 9.84 % |

|  | 0.49 % |

|  | 0.70 % |

|  | 0.49 % |

|  | 0.26 % |

|  | 0.42 % |

|  | 0.62 % |

|  | 0.44 % |